# FC Daugava Daugavpils
Az FC Daugava Daugavpils egy lett labdarúgócsapat melynek székhelye Daugavpils városában található. Jelenleg a lett élvonalban szerepel. 
Hazai mérkőzéseiket a 4100 fő befogadására alkalmas Daugava Stadionban játsszák.

## Történelem
A klubot 2001-ben alapították FK Ditton néven. Eleinte helyi, körzeti bajnokságokban szerepeltek. 2004-ben első alkalommal szerepeltek a lett első osztályban, a bajnokság végén azonban kiestek. A 2005-ös idényt a másodosztályban töltötték és néhány rutinos játékossal kiegészülve leginkább fiatalokkal kiharcolták a feljutást.
2006-ban az orosz üzletember Igor Maliskov lett a klub tulajdonosa. A csapat nevét ekkor változtatták FC Daugava-ra, ezen kívül céljaként tűzte ki, hogy fejleszti a klub infrastruktúráját és új stadiont épített.
2008. július 19-én a Daugava Stadion megnyitotta kapuit a szurkolók előtt és még ugyanebben az évben a csapat megnyerte a lett kupát.
2009. február 8-án pénzügyi gondok miatt a Daugava fuzionált a FC Dinaburg együttesével. 2011-ben történetük első legjobb eredményét érték el a lett első osztályban, amikor is megszerezték a harmadik helyet. Egy évvel később a 2012-es idény végén pedig történetük első bajnoki címét ünnepelhették. A bajnoki cím mellett a szuperkupát is sikerült elhódítaniuk 2013-ban.

## Sikerei
Virsliga
1. hely (1): 2012
3. hely (1): 2011
Lett kupa
1. hely (1): 2008
Lett szuperkupa
1. hely (1): 2013

### Európai kupákban való szereplés
| Szezon  | Sorozat     | Forduló | Ellenfél  | Hazai | Idegenbeli | Összesen |
| ------- | ----------- | ------- | --------- | ----- | ---------- | -------- |
| 2011–12 | Európa-liga | S1      | Tromsø IL | 0–5   | 1–2        | 1–7      |
| 2012–13 | Európa-liga | S1      | FK Sūduva | 2-3   | 1–0        | 3-31     |

1 Kiesés hazai pályán kapott több góllal.

## Külső hivatkozások
- Hivatalos honlap (lettül)
- Adatlapja az uefa.com-on (angolul)
- Legutóbbi eredményei a soccerway.com-on (angolul)